# مرصد جامعة أنقرة
مرصد جامعة أنقرة (بالتركية: Ankara Üniversitesi Gözlemevi)، هو مرصد فلكي أرضي يديرة قسم علم الفلك وعلوم الفضاء في كلية العلوم بجامعة أنقرة. تأسس في عام 1959 من قبل عالم الفلك الهولندي إغبرت أدريان كريكن في أهلاتليبيل، أنقرة.ويتألف المرصد حاليا من تسعة تليسكوبات بصرية ومقراب راديوي يجري حاليا إخراجه من الخدمة وتعرض الآلات القديمة في متحف في المرصد.

## تاريخ

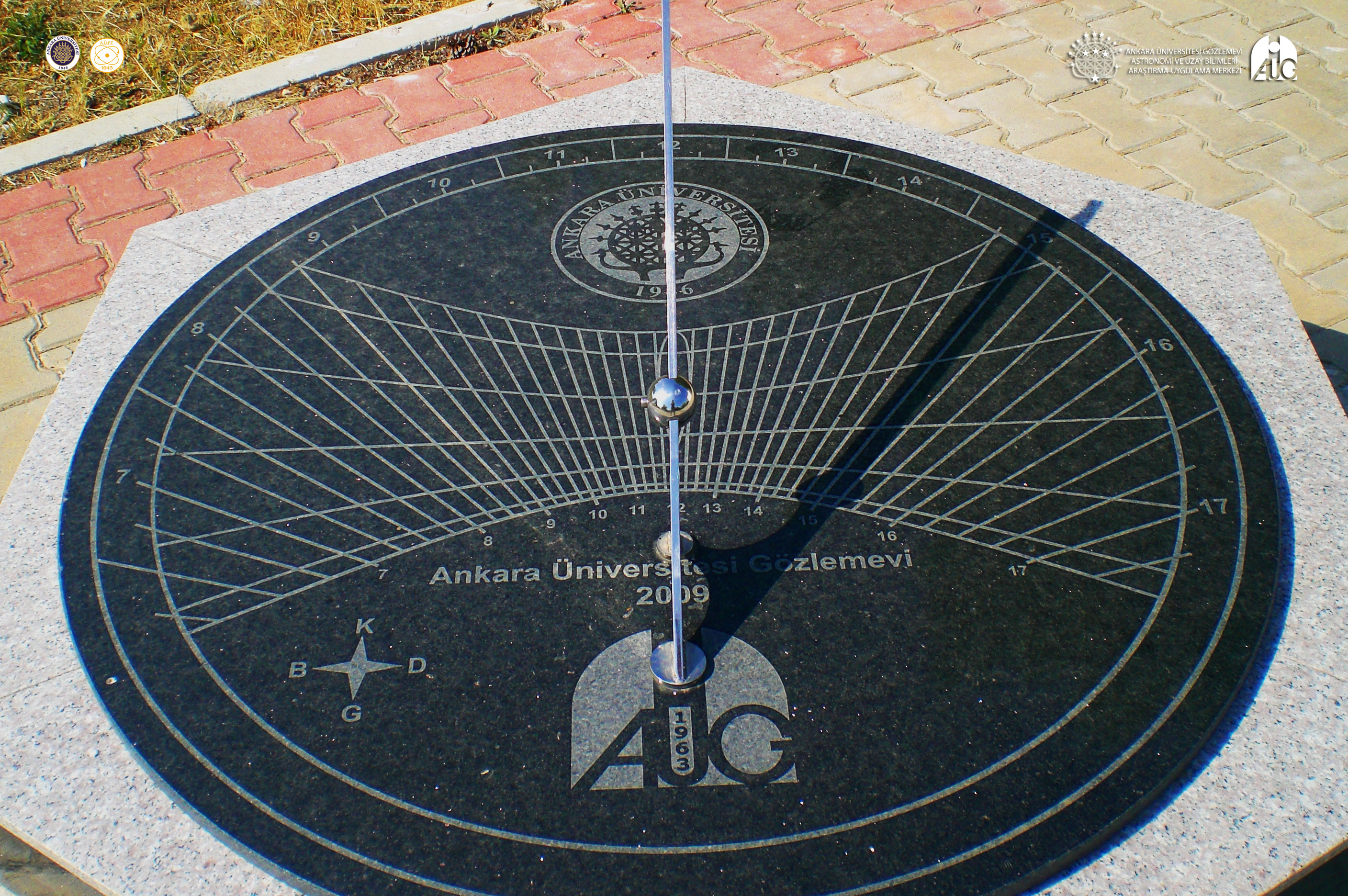
مزولة شمسية في المرصد

في عام 1954 قررت كلية العلوم في جامعة أنقرة إنشاء مرصد لبدء الدراسات الفلكية. وإختيرت بلدة أهلاتليبيل في مقاطعة غولباشي أنقرة، كموقع مثالي، بأعتبارة موقع ذو سماء داكنة وبعيدا عن وسط المدينة لتجنب آثار التلوث الضوئي بمعدل 300 ليلة صافية فالسنة ولسهولة التنقل بينة وبين الحرم الجامعي الذي يقع على بعد 8 كم (5.0 ميل) جنوب أنقرة على ارتفاع 1,256 متر (4,121 قدم).
افتتح المبنى الرئيسي للمرصد والقباب الثلاثة في عام 1959. تم افتتح المرصد رسميا في 26 أغسطس 1963 برفقة مؤتمر دولي لعلم الفلك.

## روابط خارجية
- جامعة أنقرة
- الموقع الإلكتروني (جامعة أنقرة لعلم الفلك وعلوم الفضاء)
- مرصد جامعة أنقرة